# Nicky Devlin
Nicky Devlin (Bishopbriggs, 17 de octubre de 1993) es un futbolista británico que juega en la demarcación de lateral derecho para el Aberdeen F. C. de la Scottish Premiership.

## Selección nacional
Tras jugar en las categorías inferiores de la selección, finalmente hizo su debut con la selección absoluta de Escocia el 15 de octubre de 2024 en un partido de la Liga de Naciones de la UEFA 2024-25 contra Portugal que finalizó con un resultado de empate a cero.

## Clubes
| Club                         | País       | Año       | Partidos | Goles |
| ---------------------------- | ---------- | --------- | -------- | ----- |
| Dumbarton F. C.              | Escocia    | 2009-2011 | 24       | 0     |
| Motherwell F. C.             | Escocia    | 2011-2012 | 0        | 0     |
| Stenhousemuir F. C. (cedido) | Escocia    | 2012      | 6        | 0     |
| Dumbarton F. C. (cedido)     | Escocia    | 2012-2013 | 19       | 0     |
| Stenhousemuir F. C.          | Escocia    | 2013-2014 | 46       | 0     |
| Ayr United F. C.             | Escocia    | 2014-2017 | 131      | 5     |
| Walsall F. C.                | Inglaterra | 2017-2019 | 85       | 3     |
| Livingston F. C.             | Escocia    | 2019-2023 | 148      | 7     |
| Aberdeen F. C.               | Escocia    | 2023-     | 93       | 9     |

## Palmarés

### Títulos nacionales
| Título          | Club           | País    | Año  |
| --------------- | -------------- | ------- | ---- |
| Copa de Escocia | Aberdeen F. C. | Escocia | 2025 |